# Literatuurbedrijf
Onder literatuurbedrijf wordt verstaan alles wat in de meest brede zin de productie en distributie van literatuur en boeken mee tot stand brengt en bevordert: de auteur, de uitgeverij, de activiteiten van een drukker, grafisch ontwerper en illustrator, de bibliotheek, de boekhandel, het boekdistributiecentrum, de leesvereniging, de  boekenclub, maar ook de literaire kritiek, de literatuurstudie, de literatuurwetenschap, de boekwetenschap, het literatuuronderwijs, de organisaties van  auteurs en van uitgevers, het gedrag van lezers en zelfs de taalpolitiek van een land of regio.
Het literatuurbedrijf vormt het object van de materialistische literatuurstudie. Zij bestudeert verschijnselen als de Boekenweek en het Boekenbal, welke invloed een organisatie als de CPNB op de boekenwereld heeft, op welke wijze literaire prijzen worden toegekend en welke uitstraling die hebben op het leespubliek en de verkoop van boeken, leesgewoonten, mediagebruik en informatiebehoeften op het gebied van boeken, schrijvers en literatuur, of hoe een literair tijdschrift heeft bijgedragen aan de reputatie van een auteur of een literaire beweging.